# Ludwig Büchner
Friedrich Karl Christian Ludwig Büchner, nemški filozof, fiziolog in zdravnik, * 29. marec 1824, Darmstadt, † 1. maj 1899, Darmstadt, Nemško cesarstvo.
Bil je eden izmed predstavnikov znanstvenega materializma v 19. stoletju.

## Življenjepis
Ludwig Büchner je bil brat Georga Büchnerja, znanega dramatika, ter Luise Büchner, zagovornice ženskih pravic; ter stric Ernsta Büchnerja, izumitelja Büchnerjeve bučke. Njegov oče je bil zdravnik, imel pa je še tri druge sorojence.
Od leta 1842 do 1848 je študiral fiziko, kemijo, botaniko, mineralogijo, filozofijo ter medicino na Giessenski univerzi, kjer je leta 1848 diplomiral z delom, naslovljenim Beiträge zur Hall'schen Lehre von einem excitomotorischen Nervensystem (Doprinos k Hallerianovi teoriji o ekscitomotoričnem živčnem sistemu).
Kasneje je študij nadaljeval na Strasbourški univerzi, nato na Wurzburški univerzi, kjer je študiral patologijo z Rudolfom Virchowom, kasneje pa tudi na dunajski univerzi. Leta 1852 je postal predavatelj medicine na univerzi v Tübingenu, kjer je leta 1855 izdal svoj magnum opus, Kraft und Stoff (Sila in materija; empirofilozofske študije). V tem delu (ki je, po Langu, produkt fanatičnega navdušenja do človeštva) je želel prikazati neuničljivost materije ter minljivost fizikalne sile.
Zaradi močnega zagovarjanja znanstvenega materializma (metafizičnega naturalizma) je knjiga prislužila tako veliko nasprotovanja, da je Büchner opustil svojo službo v Tübingenu ter se vrnil v rojstni Darmstadt, kjer je v pokoju deloval kot zdravnik in je redno prispeval članke patološkim ter fiziološkim revijam. Zaradi takratnih religiozno naravnanih družbenih okoliščin je bila njegova materialistična interpretacija sveta v delu Kraft und Stoff deležna velike kritike zaradi zavračanja obstoja boga, stvarjenja, religije, svobodne volje in svoje razlage uma in zavesti kot fizična stanja, povzročena s strani gibanja materije v možganih. V delih kot je npr. Natur und Geist je nadaljeval s svojim zagovarjanjem ateizma in atomizma, ter z zavračanjem distinkcije med umom in materijo, in s tem močno ugajal svobodomislecem tistega časa. Kljub temu pa so številni dialektični materialisti kritizirali njegovo dopuščanje tekmovalnega kapitalizma (kar je Büchner videl kot primer Darwinove teorije o boju za preživetje).
Svojo filozofijo je nadaljeval v zagovoru materializma ter izdal mnogo del. Büchnerjeva opredelitev materializma je predstavljala temelje za svobodomiselno gibanje v Nemčiji. Leta 1881 je ustanovil Ligo nemških svobodomislecev (Deutsche Freidenkerbund).

## Filozofija
Ko opredeljujemo Büchnerjevo filozofijo, moramo upoštevati dejstvo, da je bil prvotno fiziolog, ne pa metafizik. Materija in sila (ali energija) sta, kot je trdil, večna; ohranjanje sile izhaja iz neuničljivosti materije, kar je temelj vse znanosti.
Büchner ni vedno konsistenten v svoji teoriji o odnosu med materijo in silo. Nekajkrat je sploh ne želi razlagati, vendar v splošnem trdi, da se vse naravne in duhovne sile izhajajo iz materije. Tako kot parni stroj povzroča gibanje, tako organski sistem snovi, ki povzroča silo v živem organizmu, povzroča skupek določenih vplivov, ki, ko jih povežemo v celoto, jim pravimo um, duša in misli. Tukaj Büchner trdi, da sila in um izhajata iz izvirne materije (materialistični monizem). Vendar v drugih delih svojih del predlaga um in materijo kot dva aspekta tega, kar je temelj vsega; torej monizem, ki ni nujno prav materialistični.
Büchnerjev cilj ni bil vzpostavitev filozofije znanstvene metafizike, temveč predvsem nasprotovanje svojim predhodnikom (predstavnikom romantičnega idealizma) ter teološki razlagi sveta. Narava, kot trdi Büchner, je popolnoma fizična; nima nobenega namena, volje, eksternih zakonov ter nikakršne nadnaravne avtoritete.

## Odmev
Današnji krščanski apologisti vidijo Büchnerja kot očeta ateističnega evangelizma v Nemčiji (nasproti Thomasu Huxleyu).
Njegovo delo Kraft und Stoff je omenjeno v znanem Turgenjevem delu Očetje in sinovi.